# Зарипов, Ирек Айратович
Ирек Айратович Зарипов (баш. Ирек Айрат улы Зарипов; род. 27 марта 1983 года, Стерлитамак, Башкирская АССР, РСФСР, СССР) — российский лыжник и биатлонист из Республики Башкортостан. Заслуженный мастер спорта России, четырёхкратный чемпион зимних Паралимпийских игр 2010 года в Ванкувере.

## Биография
Ирек Зарипов родился 27 марта 1983 года в Стерлитамаке. Родители — Айрат Габдулхаматович и Василя Мустафиновна Зариповы, работали на кирпичном заводе.
В школе Ирек увлекался лыжами и баскетболом, играл в футбол, занимался боксом и борьбой.
В 2000 году в 17-летнем возрасте попал в серьёзную аварию: управляя мотоциклом, врезался в 9-тонный «МАЗ»; попал в больницу, где ему ампутировали обе ноги. После этого два года практически не двигался, а потом стал восстанавливать физическую форму. Несмотря на инвалидность, окончил профессиональный лицей и Башкирский экономико-юридический колледж. Приступил к занятиям спортом в СК «Идель» (первый тренер — Ф. Н. Габдуллин).
Ирек пробовал себя в разных видах спорта: в лёгкой и тяжёлой атлетике, плавании, настольном теннисе. В 2004 году его включили в сборную Республики Башкортостан по лёгкой атлетике; на чемпионате России он познакомился со старшим тренером по лыжным гонкам и биатлону Ириной Громовой, которая предложила ему обратиться к известному в Башкортостане тренеру Салавату Гумерову. Гумеров стал готовить Ирека к участию в соревнованиях по лыжным гонкам. Также тренировался под руководством Амира Гумерова.
С 2005 года Ирек Зарипов выступает за Школу высшего спортивного мастерства Республики Башкортостан (тренер — С.Р. Гумеров). В том же году он был включён в сборную паралимпийской команды России. В следующем году участвовал в зимних Паралимпийских играх 2006 года в Турине, где в биатлоне на дистанции 7,5 км занял 4-е место.
Подлинный триумф ожидал Ирека Зарипова на зимних Паралимпийских играх 2010 года в Ванкувере, где он получил 4 золотые медали: по биатлону на дистанциях 2,4 км (гонка преследования) и 12,5 км и в лыжных гонках на дистанциях 15 км и 10 км; в лыжных же гонках на дистанции 1 км он получил серебряную медаль.
Ирек Зарипов представлял Стерлитамак на третьем Всемирном курултае башкир в июне 2010 года.

## Спортивные достижения
- Золото — Чемпионат России 2009 года — 1 место (5 км)
- Серебро — Чемпионат мира 2009 года — 2 место
- Золото — Зимние Паралимпийские игры 2010 года — 1 место (биатлон, 2, 4 км инд. преслед)
- Золото — Зимние Паралимпийские игры 2010 года — 1 место (лыжные гонки, 15 км.)
- Золото — Зимние Паралимпийские игры 2010 года — 1 место (биатлон, 12,5 км.)
- Золото — Зимние Паралимпийские игры 2010 года — 1 место (лыжные гонки, 10 км.)
- Серебро — Зимние Паралимпийские игры 2010 года — 2 место (лыжные гонки, 1 км.)
- Серебро — Зимние Паралимпийские игры 2014 года — 2 место (лыжные гонки, 15 км.)

С 2010 года — первый вице-президент Федерации физкультуры и спорта инвалидов России с поражением опорно-двигательного аппарата.

## Семья
- Ирек Зарипов женат; жена — Елена Евгеньевна Зарипова[4]. 21 марта 2008 года у них родился сын Айнур, осенью 2010 года — дочь Диана.

## Награды

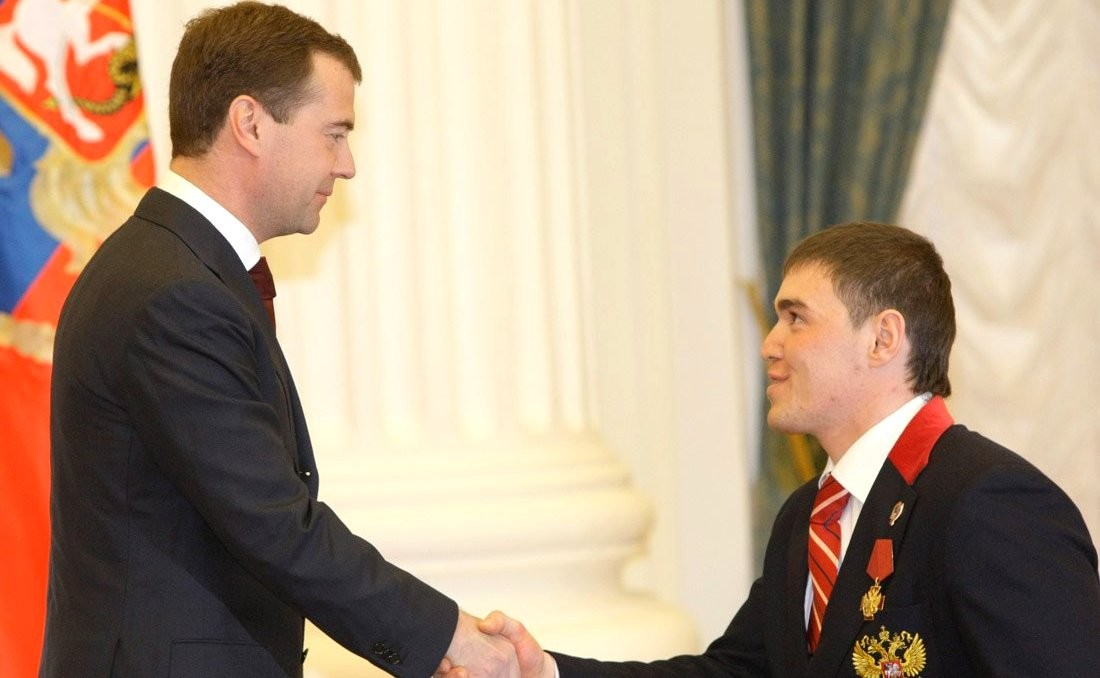
Дмитрий Медведев и Ирек Зарипов на вручении ордена «За заслуги перед Отечеством» IV степени

- Орден «За заслуги перед Отечеством» IV степени (26 марта 2010 года) — за большой вклад в развитие физической культуры и спорта, высокие спортивные достижения на X Паралимпийских зимних играх 2010 года в городе Ванкувере (Канада)[8]
- Медаль ордена «За заслуги перед Отечеством» I степени (17 марта 2014 года) — за большой вклад в развитие физической культуры и спорта, высокие спортивные достижения на XI Паралимпийских зимних играх 2014 года в городе Сочи[9]
- Заслуженный мастер спорта России (5 апреля 2010 года)[1]
- Орден «За заслуги перед Республикой Башкортостан» (2010 год)[10]
- Почётная грамота Республики Башкортостан (24 апреля 2006 года) — за высокие спортивные результаты на XX Олимпийских и IX Параолимпийских играх 2006 года[11][12]
- Национальная премия «Россиянин года» (2011 год)[13]

« Нужно искать себя в жизни, думать, чем ты можешь быть полезен. Да, это нелегко, тяжело, но жизнь так устроена. Нужно ставить цель и добиваться её.»